# Třída Rotterdam
Třída Rotterdam je třída výsadkových lodí kategorie Amphibious Transport Dock Nizozemského královského námořnictva. Celkem byly postaveny dvě jednotky této třídy. Projektové práce na třídě Rotterdam probíhaly ve spolupráci se Španělskem. Španělská loděnice Navantia postavila dvojici příbuzných výsadkových lodí třídy Galicia.
V roce 2024 nizozemské ministerstvo obrany oznámilo, že plánuje jednou novou třídou nahradit zároveň hlídkové lodě třídy Holland i výsadkové lodě třídy Rotterdam. Oceánské hlídkové lodě plánuje nahradit plavidly vhodnější pro konflikty větší intenzity. Nahrazování stávajících plavidel by mělo začít roku 2032.

## Stavba
Skládá se z jednotek Rotterdam (L800) a Johan de Witt (L802), postavených loděnicí Damen Schelde ve Vlissingenu a zařazených do služby v letech 1998 a 2007.
Jednotky třídy Rotterdam:
| Jméno                | Zahájení stavby | Spuštěna        | Dodání         | Status  |
| -------------------- | --------------- | --------------- | -------------- | ------- |
| Rotterdam (L800)     | 1996            | 22. února 1997  | 18. dubna 1998 | aktivní |
| Johan de Witt (L801) | 2003            | 13. května 2006 | červenec 2007  | aktivní |

## Konstrukce

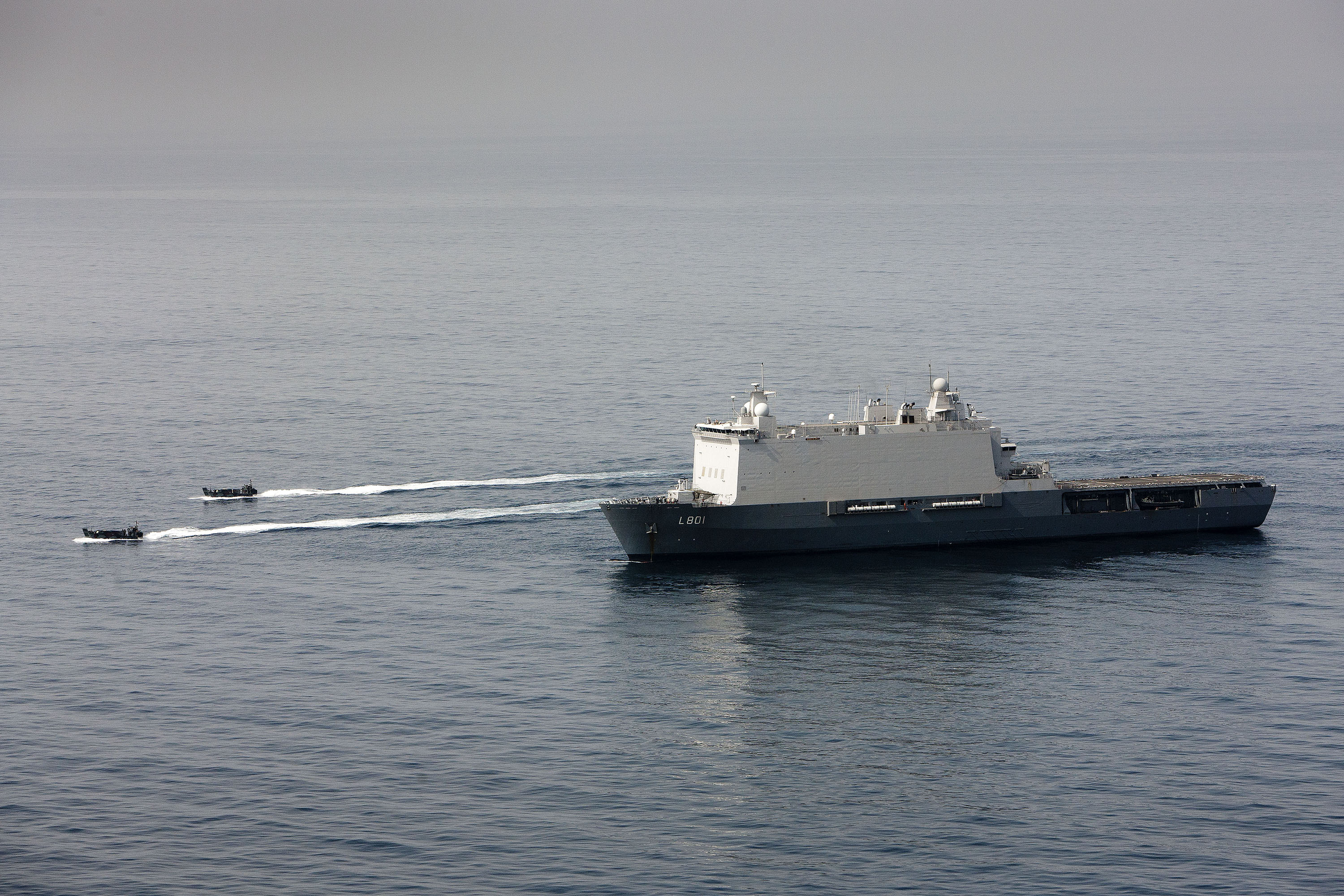
Johan de Witt (L802) a dva vyloďovací čluny LCVP

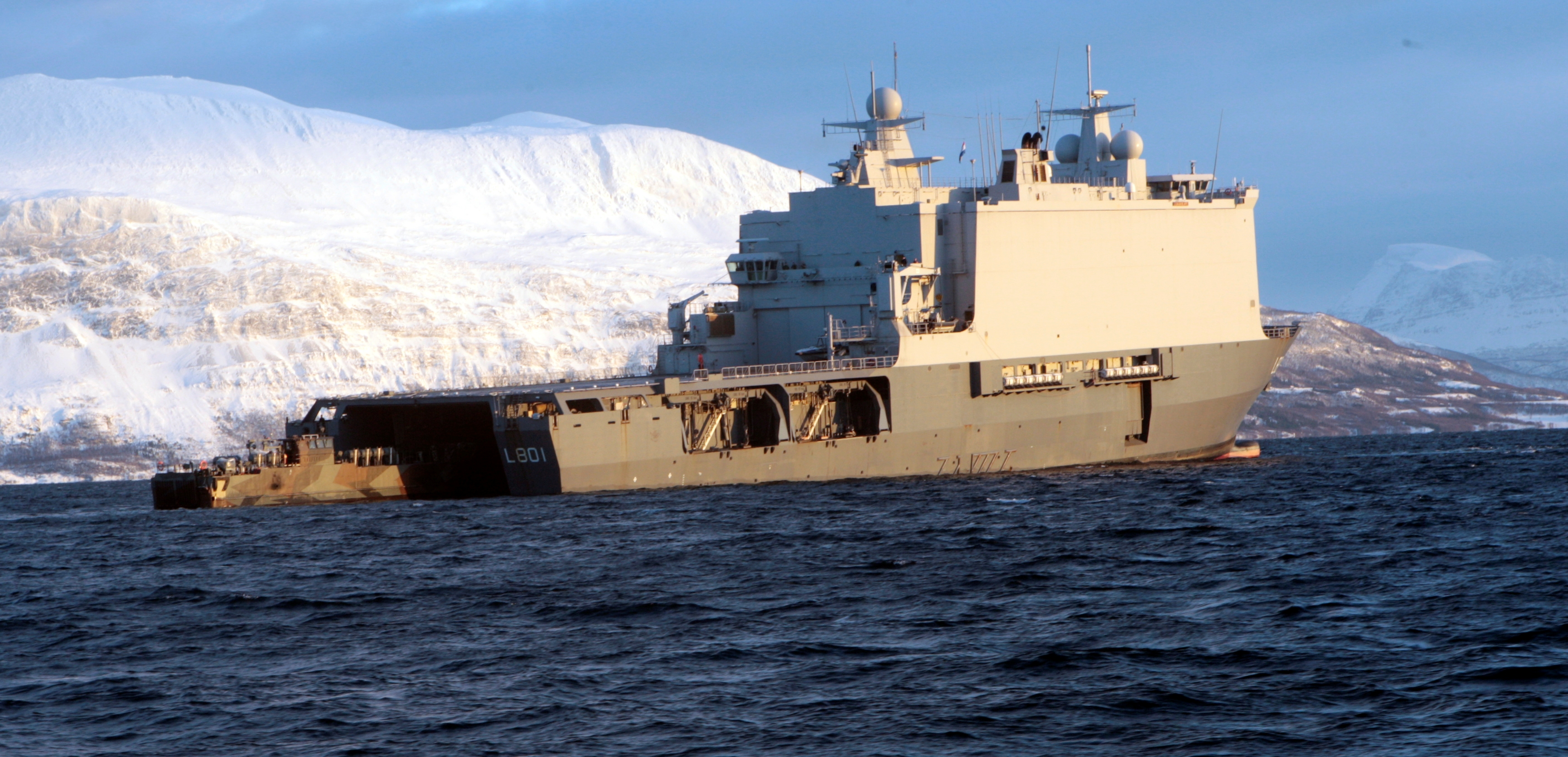
Johan de Witt (L802)

Johan de Witt má větší rozměry, o třetinu větší výtlak a je upraven pro funkci velitelské lodě – včetně prostor pro 400 příslušníků štábu. Naopak Rotterdam nese plně vybavenou palubní nemocnici. Každá z lodí může přepravit, vysadit pomocí vyloďovacích člunů a vrtulníků a dále podporovat plně vybavený prapor námořní pěchoty o 613 mužích (547 Johan de Witt), včetně 170 vozidel či 33 tanků. V palubním doku je prostor pro operace šesti vyloďovacích člunů LCVP, čtyř LCU či čtyř LCM 8. Přistávací paluba na zádi má délku 58 metrů a šířku 25 metrů. Najednou na ní mohou operovat dva vrtulníky EH101. V palubním hangáru mohou být umístěny čtyři transportní vrtulníky EH101, nebo šest středních vrtulníků Super Puma či NH90. Lodě jsou vybaveny pro údržbu a opravy nesených vrtulníků.
Plavidla nesou vyhledávací radar DA08. Od roku 2017 jej nahradí nový Thales NS100 kategorie AESA. Obrannou výzbroj tvoří čtyři 12,7mm kulomety M2 Browning a dva hlavňové systémy blízké obrany Goalkeeper s jedním rotačním kanónem ráže 30 mm. Nejvyšší rychlost lodí je více než 18 uzlů. Dosah je více než 6000 námořních mil při rychlosti 12 uzlů v případě Rotterdamu a 10 000 námořních mil při stejné rychlosti u jednotky Johan de Witt.

### Modernizace
V dubnu 2023 byla v loděnici Damen Group ve Vlissingenu dokončena třináctiměsíční střednědobá modernizace plavidla Johan de Witt. Plavidlo bylo poté odtaženo do loděnice Damen Den Helderu k dalším dokončovacím pracím.